# Donja Jagodina
Donja Jagodina je naseljeno mjesto u općini Višegradu, Republika Srpska, BiH.

## Stanovništvo
Nacionalni sastav stanovništva 1991. godine, bio je sljedeći:
| Narod       | Broj stanovnika |
| ----------- | --------------- |
| Srbi        | 71              |
| Muslimani   | 33              |
| Jugoslaveni | 3               |
| Hrvati      | 1               |
| Ukupno      | 108             |